# Tørmælk
Tørmælk (også kaldet drimol) er friskmalket mælk som er lavet til pulverform.
Både sød-, kærne-, og skummetmælk (Se også: Mælketyper) laves til mælkepulver. Danske bagerier benytter typisk skummetmælkspulver af hensyn til økonomi og holdbarhed.

## Fremstilling
Efter at mælken er blevet homogeniseret forstøves mælken i et forstøvnings-/tørkammer. Dette kan ske ved stuetemperatur, hvilket bevarer flere proteiner (kasein, albumin, globumin) og vitaminer, end ved UHT-behandling som dræber fordærvende mikroorganismer.
I historisk perspektiv var Martin Birger Natanael Ekenberg blandt de personer, som fandt en måde at fremstille tørmælk på.

## Formål
En tommelfingerregel inden for bagerfaget siger, at tørmælken skal udgøre ca. 2 til 3 % (Procent) af melmængden i en opskrift.
Fordelene ved at bruge tørmælk (og mælk generelt) er, at:
- Holdbarheden på f.eks. brød øges. (Hvis man øger mængden af andre væsker som vand, vil det også øge holdbarheden)
- Det færdige produkt får en gyldenbrun farve, da sukkeret karameliserer overfladen.
- Stabiliserer surhedsgraden i brødet.
- Tættere poring.
- Ernæringen øges, grundet de vitaminer som mælk indeholder.

Tørmælk kan til dels erstatte f.eks. sødmælk i opskrifter, men grundet dens pulverform, er det i andre forhold og der skal kompenseres for væskemanglen med vand, i et forhold mellem 1:50 og 1:10, alt efter hvad opskriften er til.

## Allergi
Folk med mælkeallergi skal undgå produkter med tørmælk, på samme måde som de ville undgå produkter med mælk i væskeform.
Ligeledes påvirkes folk med galaktosæmi og laktose-intolerance.